# Chiesa di Santa Maria Immacolata (Origgio)
La chiesa di Santa Maria Immacolata è la parrocchiale di Origgio, in provincia di Varese ed arcidiocesi di Milano; fa parte del decanato di Saronno. 

## Storia
La prima citazione di una chiesa ad Origgio dedicata alla Madonna risale alla fine del XIII secolo ed è da ricercare nel Liber Notitiae Sanctorum Mediolani, in cui si legge che essa era filiale della pieve di Santo Stefano Protomartire di Nerviano.

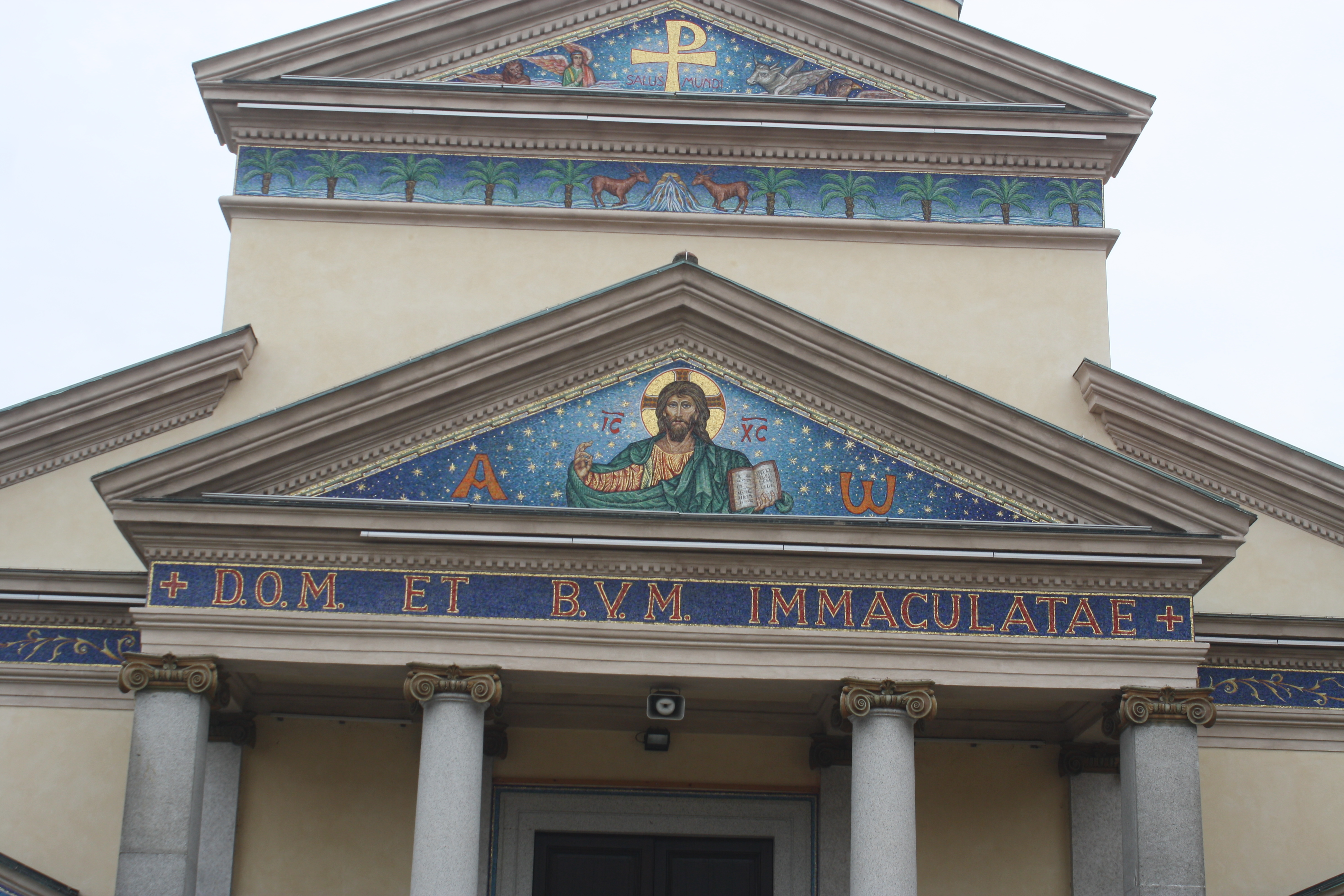
Particolare della facciata

Nel 1570 l'arcivescovo Carlo Borromeo, compiendo la sua visita pastorale, annotò che la chiesa di Santa Maria, attestata con il titolo della Beata Vergine Assunta, stava venendo ricostruita con i fondi ricavati dalle elemosine e che mancava ancora delle porte e del campanile; nel 1583 il presule ordinò che la parrocchialità venisse traslata presso questa chiesa, ma poi la disposizione non fu rispettata.

Alcuni decenni dopo, nel 1596, come testimoniato da monsignor Albergati, legato dell'arcivescovo Borromeo, risultava che attorno alla chiesa, che non aveva la sagrestia, sorgeva il camposanto e che lì si svolgevano in via provvisoria le funzioni, dato che la parrocchiale di San Giorgio Martire era inagibile.
Nel XVII secolo la chiesa venne dedicata ridedicata a Santa Maria Immacolata, titolo che risulta attestato per la prima volta nel 1684; il 1º agosto 1701 questa chiesa fu eretta a parrocchiale, sostituendo in questo ruolo la già citata chiesa di San Giorgio.
Dalla relazione della visita pastorale del 1761 dell'arcivescovo Giuseppe Pozzobonelli s'apprende che i fedeli ammontavano a 825 e che la parrocchiale aveva alle proprie dipendenze gli oratori di San Giorgio Martire e di Sant'Eustorgio.
Nella Nota parrocchie Stato di Milano, redatta nel 1781, si legge che, al censimento dell'anno precedente, il numero dei fedeli risultava salito a 925 e che il reddito parrocchiale ammontava a 1055 lire circa.
Nella prima metà del XIX secolo la chiesa cinquecentesca non era più sufficiente a soddisfare le esigenze della popolazione e, così, si deliberò di ampliarla; i lavori di ingrandimento iniziarono nel 1831 e furono terminati nel 1842, mentre poi nel 1844 venne collocato il nuovo organo.
Nel 1910 si decise di ricostruire la parrocchiale e, così, si intraprese una campagna di raccolta fondi. La prima pietra della nuova chiesa venne posta l'8 settembre 1912 dall'arcivescovo Andrea Carlo Ferrari e nel giro di due anni l'edificio fu portato a compimento, per poi venir consacrato nel 1920.

Nel 1972, in seguito alla riorganizzazione territoriale dell'arcidiocesi, la parrocchia passò dal soppresso vicariato di Nerviano al decanato di Saronno.

## Descrizione

### Facciata
La facciata della chiesa è a salienti ed è suddivisa in tre parti; quella centrale è anticipata da un pronao tetrastilo le cui colonne, che sono d'ordine ionico, sorreggono un timpano di forma triangolare, ed è coronata dal frontone, mentre nelle due laterali s'aprono i portali minori.

### Interno
L'interno dell'edificio, la cui pianta è a croce latina, si compone di tre navate divise da colonne e pilastri sorreggenti archi a tutto sesto; la navate laterali sono voltate a crociera, mentre il punto di incrocio tra l'aula e il transetto è coperto da una cupola.
Opere di pregio qui conservate sono una statua raffigurante la Madonna del Rosario, il dipinto avente come soggetto il Sacro Cuore di Gesù e l'altare maggiore in marmi policromi, costruito tra il 1703 e il 1761.